# Soline (Einheit)
Soline war ein französisches Volumenmaß für Holz.
- 1 Soline = 0,1 Kubikmeter

Nach einem Gesetz vom 7. April 1795 wurde das Maß dem Dezistere gleichgesetzt und mit metrischen Werten unter seinem volkstümlichen Namen nach dem Gesetz vom 9. November 1800 wieder zugelassen.